# 山岸観
山岸 観（やまぎし かん）は、日本の土木技術者。内務省土木権中属、秋田県・栃木県・佐賀県土木課長などを歴任。1892年（明治25年）宮内省に移り、内匠寮技手となる。土木課勤務となり、京都帝室博物館（1895年）などの工事を担当した。